# Lempäälä
Lempäälä est une municipalité  de la région du Pirkanmaa en Finlande.

## Histoire
Lors de la guerre civile finlandaise au printemps 1918, le front s'est arrêté à Lempäälä pendant un mois lorsque la Garde blanche a pris Lempäälä le 24 mars 1918 et coupé la ligne ferroviaire menant à Tampere.
Au cours des deux semaines suivantes, les Gardes rouges, commandés par Eino Rahja, tentent de pénétrer par le sud de Toijala et de Sääksmäki pour aider les Gardes rouges de Tampere, qui est assiégée, mais ils échouent.
Les combats ont causé de grandes destructions matérielles, notamment dans les manoirs de Sotavalla et Kelho laissés en première ligne, ainsi que dans les villages de Lipo, Mattila et Mantere.
Le 25 avril 1918, la Garde rouge a commencé sa retraite vers Valkeakoski et de là vers Hauho.
Après les dernières guerres, les familles évacuées de Sakkola se sont installés à Lempäälä.

## Démographie
Depuis 1980, l'évolution démographique de Lempäälä est la suivante, :
| Année      | 1980   | 1985   | 1990   | 1995   | 2000   | 2005   |
| ---------- | ------ | ------ | ------ | ------ | ------ | ------ |
| population | 12 660 | 13 618 | 14 564 | 15 395 | 16 331 | 18 248 |

| Année      | 2010   | 2015   | 2020   |
| ---------- | ------ | ------ | ------ |
| population | 20 588 | 22 292 | 23 697 |

## Géographie
Lempäälä fait partie de l'agglomération de Tampere.
Le centre administratif de Lempäälä est situé à 23 km du centre de Tampere, et l'espace qui les sépare est presque totalement urbanisé.
Le centre administratif de Lempäälä se situe à l'extrême sud du Pyhäjärvi que le canal de Lempäälä relie au lac Vanajavesi.
Les communes limitrophes sont Tampere au nord, Kangasala au nord-est, Valkeakoski à l'est, Viiala au sud, Vesilahti à l'ouest et Pirkkala au nord-ouest.
En 2021, la commune compte 23 877 habitants et couvre une superficie de 307,06 km2, dont 12,2 % soit 37,48 km2 sont des plans d'eau,.
La densité de population est de 88,57 habitants/km2.

### Villages

Les villages de Lempäälä en 1922 : 1. Alkkula, 2. Tolvila, 3. Taipale, 4. Perälä, 5. Hyrkkälä, 6. Pyhältö, 7. Rikala, 8. Häihenmatka, 9. Hulaus, A. Peuraus, B. Miemola, C. Lietsamo, D. Hemminkilä, E. Haurala, F. Sukkila, G. Maakala, H. Lempoinen, J. Lippo, K. Kelho, L. Sotavalta, M. Innilä, N. Lastunen, O. Ihamaa, P. Putkisto, Q. Vaihmala, R. Suojala, S. Ahtiala, T. Hävältilä, U. Herrala, V. Pappila, X. Sarvikas, Y. Kuivaspää, Z. Moiso, Å. Maisenranta, Ä. Kulju, Ö. Kuokkala, 11. Lahti, 12. Aimala, 13. Hahkala, 14. Lumiala, 15. Luoto, 16. Nurkkila, 17. Korkeemäki, 18. Jokipohja, 19. Kärppälä, 20. Tiurala, 21. Ruuhola, 22. Hietaniemi.

Les villages de Lempäälä sont: Ahtiala, Aimala, Alkkula, Hahkala, Hakkari, Haurala, Hemminkilä, Herrala, Hietaniemi, Hollo, Hulaus, Hyrkkäälä, Häihenmatka, Hävättilä, Ihamaa, Innilä, Jokipohja, Kelho, Korkeamäki, Kuivaspää, Kulju, Kuokkala, Kärppälä, Lahti, Lastunen, Lietsamo, Lippo, Lumiainen, Maisenranta, Miemola, Moisio, Nurkkila, Nurmi, Perälä, Pyhältö, Rikala, Ruuhola, Ryynikkä, Sarvikas, Sotavalta, Sukkila, Säijä, Sääksjärvi, Taipale et Vaihmala.

## Transports

### Transports routiers
Carrefour routier important, la commune est traversée par la nationale 3 (E12) qui relie Helsinki (162 km) à Tampere, et par la nationale 9 (E63) qui continue vers Turku.

### Transports ferroviaires
Lempäälä est sur la ligne de chemin de fer Helsinki-Tampere.
La gare de Lempäälä est desservie par les trains de ligne et une partie des trains InterCity qui assurent la liaison entre Helsinki et Tampere.

### Distances
- Helsinki 157 km
- Hämeenlinna 58 km
- Pori 106 km
- Tampere 24 km
- Turku 135 km

## Économie
À Marjamäki se trouve l'Ideapark Lempäälä qui est en 2019 le plus grand centre commercial de Finlande devant le centre commercial Jumbo de Vantaa en 2019.

### Principales entreprises
En 2020, les principales entreprises de Lempäälä par chiffre d'affaires sont :
| Société                          | C.A.  |
| -------------------------------- | ----- |
| Kiilto Oy                        | 70 M€ |
| Startax Finland Oy Tampere       | 61 M€ |
| RealMachinery Oy                 | 49 M€ |
| Robit Finland Oy Ltd             | 47 M€ |
| Katepal Oy                       | 40 M€ |
| Teräselementti Oy                | 32 M€ |
| Luxury Collection Automobiles Oy | 31 M€ |
| Novoset Oy                       | 24 M€ |
| Emballator Metalpak Oy           | 18 M€ |
| FiboxPAM Oy                      | 16 M€ |

### Employeurs
En 2020, ses plus importants employeurs sont:
| Société                      | Employés | Note   |
| ---------------------------- | -------- | ------ |
| Kiilto Oy                    | 136      | [ 10 ] |
| RealMachinery Oy             | 136      | [ 11 ] |
| Teräselementti Oy            | 118      | [ 12 ] |
| Pirkanmaan Osuuskauppa       | 109      | [ 13 ] |
| Startax – Relais Group Oyj   | 102      | [ 14 ] |
| Katepal Oy                   | 93       | [ 15 ] |
| Uudenmaan Kuljetuspalvelu Oy | 93       | [ 16 ] |
| FiboxPAM OY                  | 82       | [ 17 ] |
| Auramaa Yhtiöt Tyvi Oy       | 68       | [ 18 ] |
| Puhdistamo Real Foods Oy     | 66       | [ 19 ] |

## Jumelages
| Ville | Ville                   | Pays | Pays    | Période     |
| ----- | ----------------------- | ---- | ------- | ----------- |
|       | Castiglione del Lago    |      | Italie  | depuis 2005 |
|       | commune de Upplands-Bro |      | Suède   |             |
|       | Tapolca                 |      | Hongrie | depuis 1990 |
|       | Ulricehamn              |      | Suède   | depuis 1973 |
|       | Øvre Eiker              |      | Norvège | depuis 1973 |

## Personnalités
- Marko Anttila, joueur de hockey
- Väinö Hakkila, homme politique
- Jenni Hiirikoski, joueuse de hockey
- Yrjö Kokko, écrivain et poète
- Veijo Niemi, homme politique

## Galerie

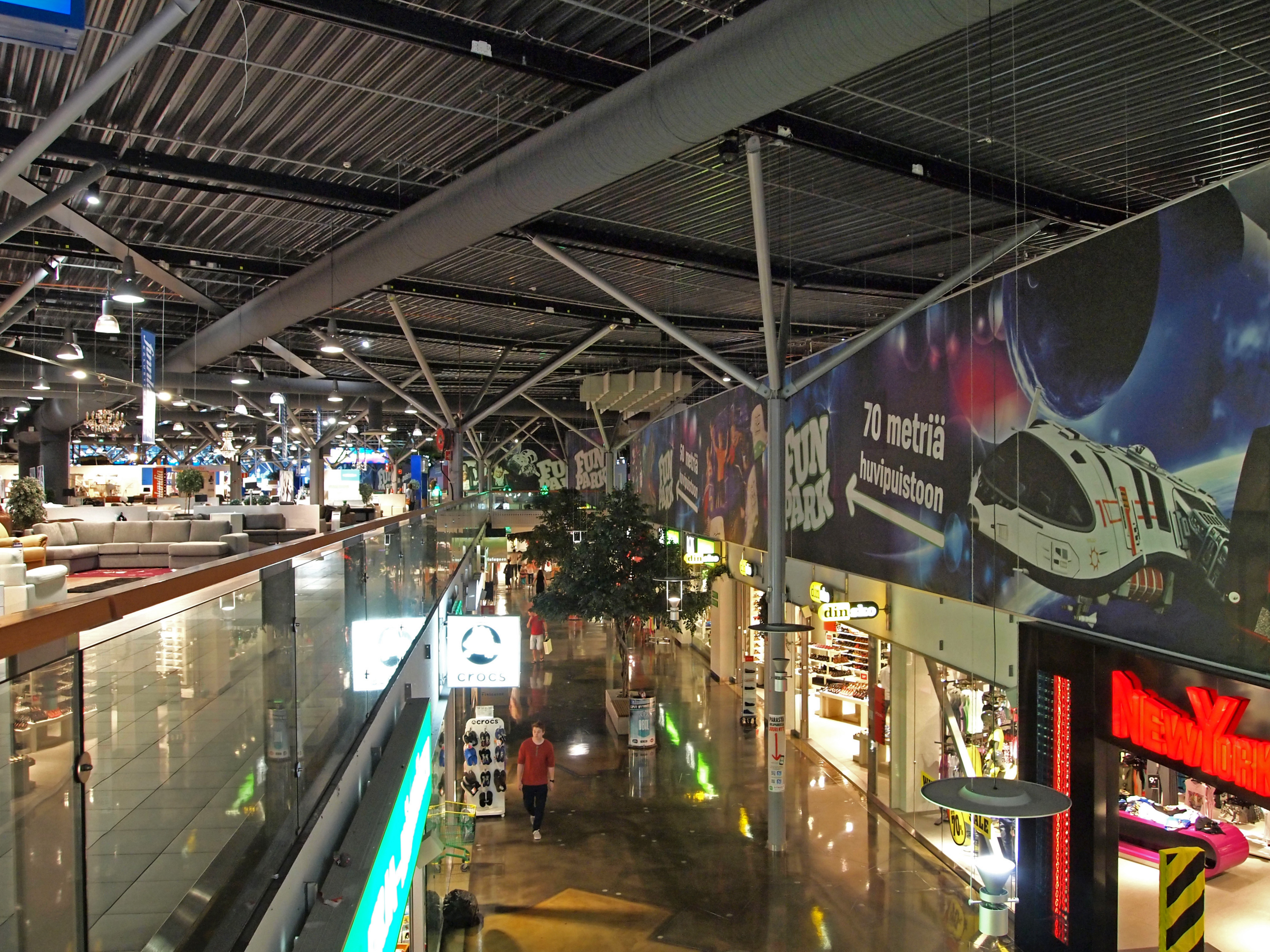
Ideapark Lempäälä.
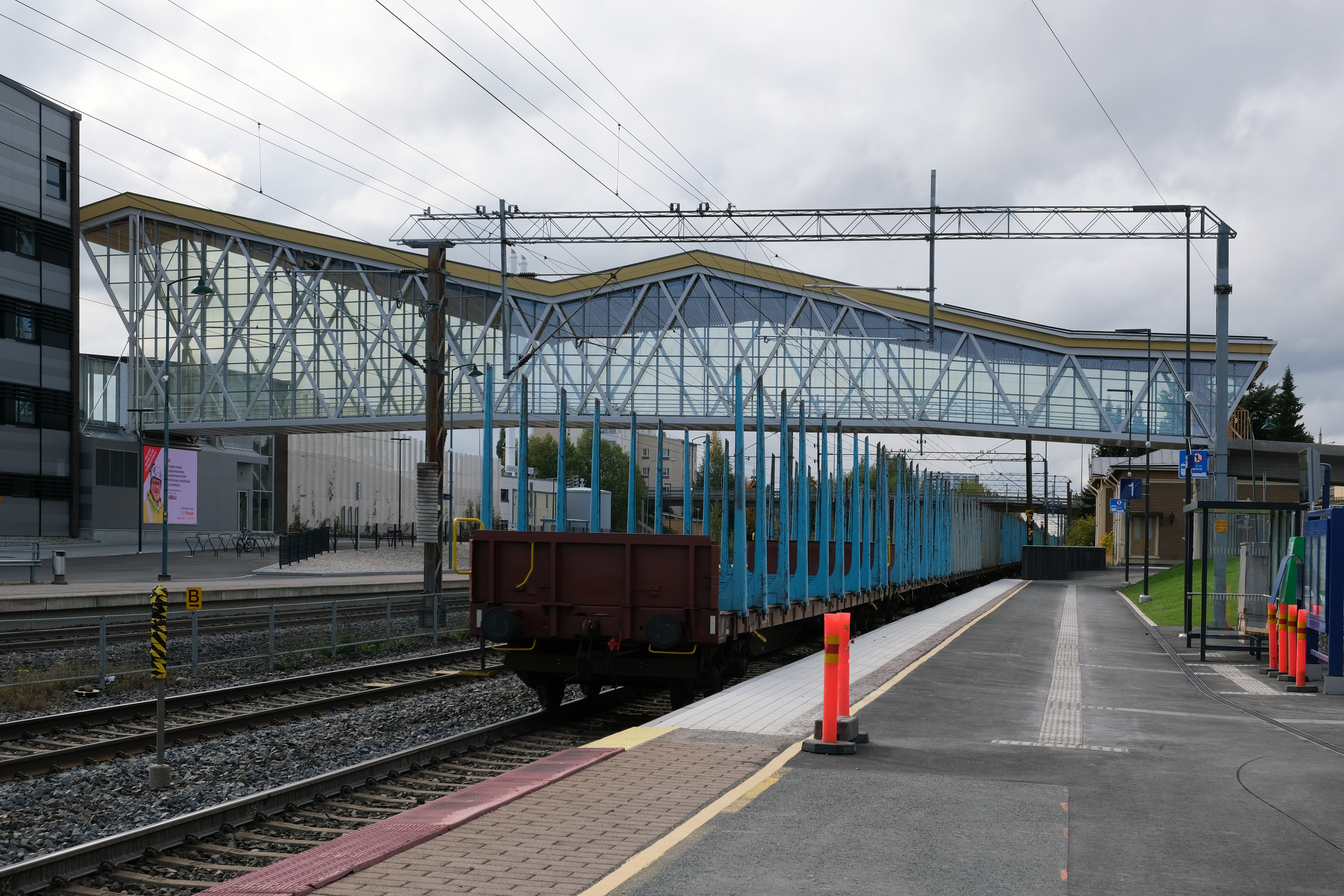
Gare de Lempäälä.
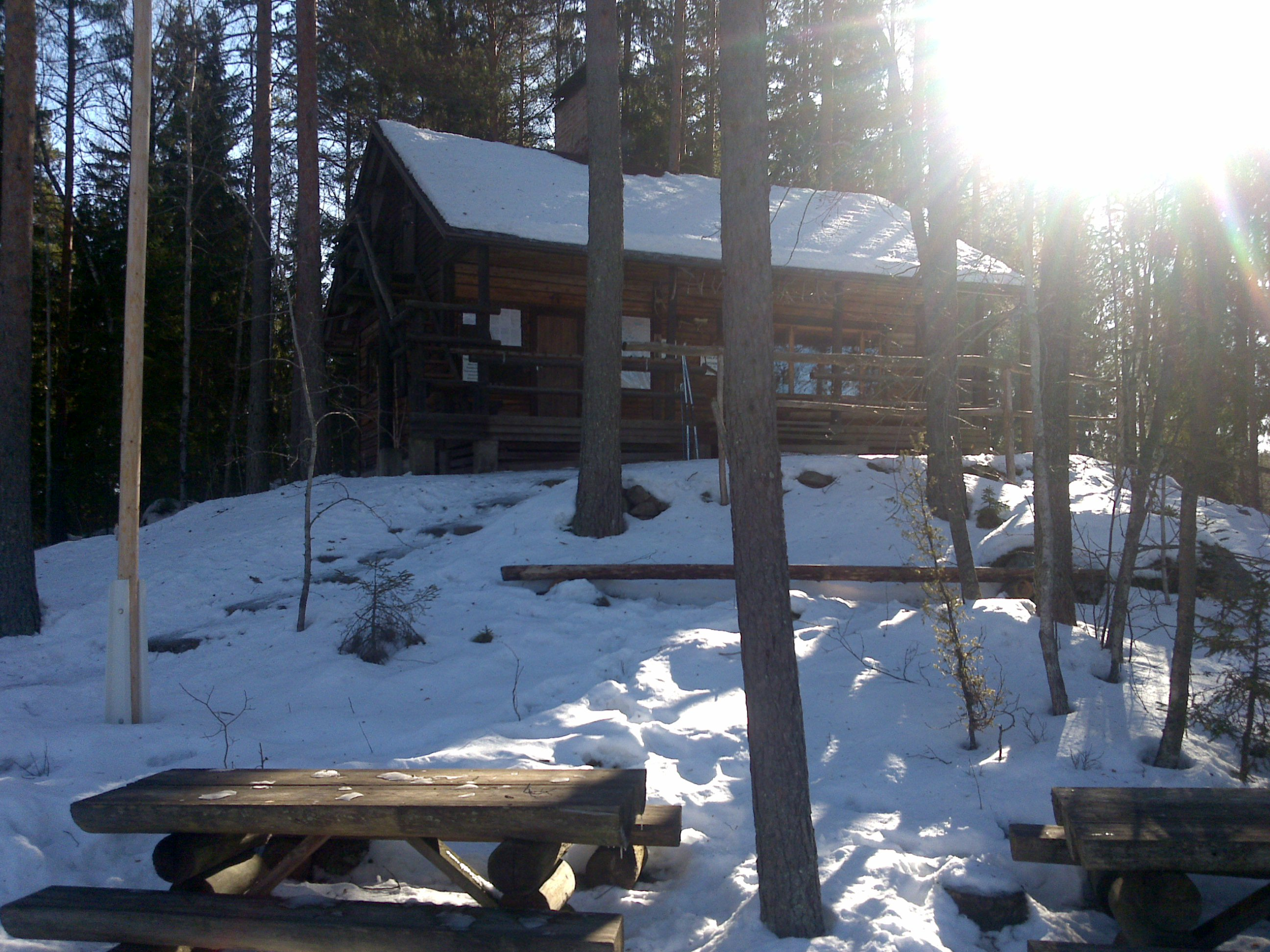
Taivalpirtti.
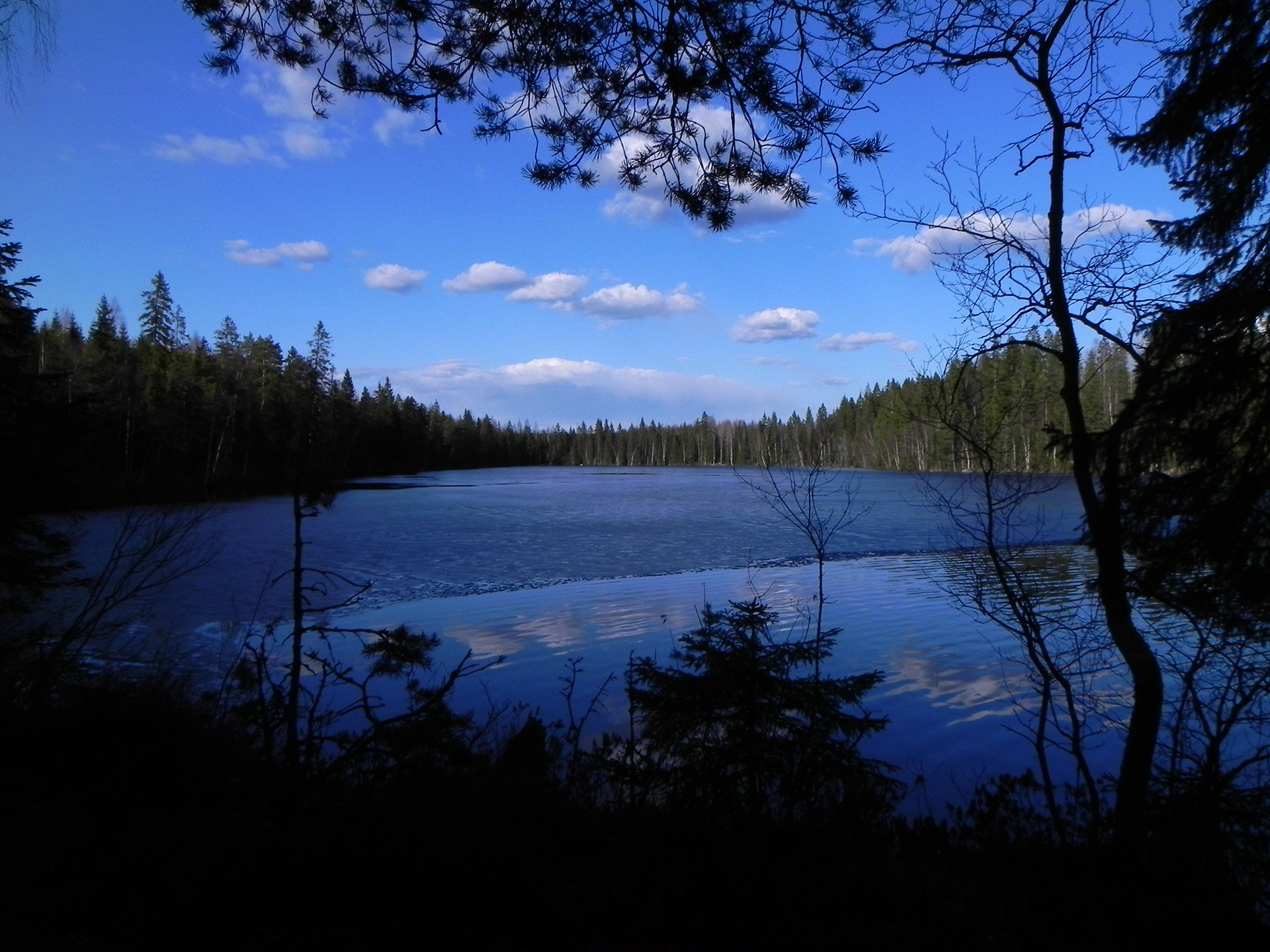
Lac Vähä Kausjärvi.
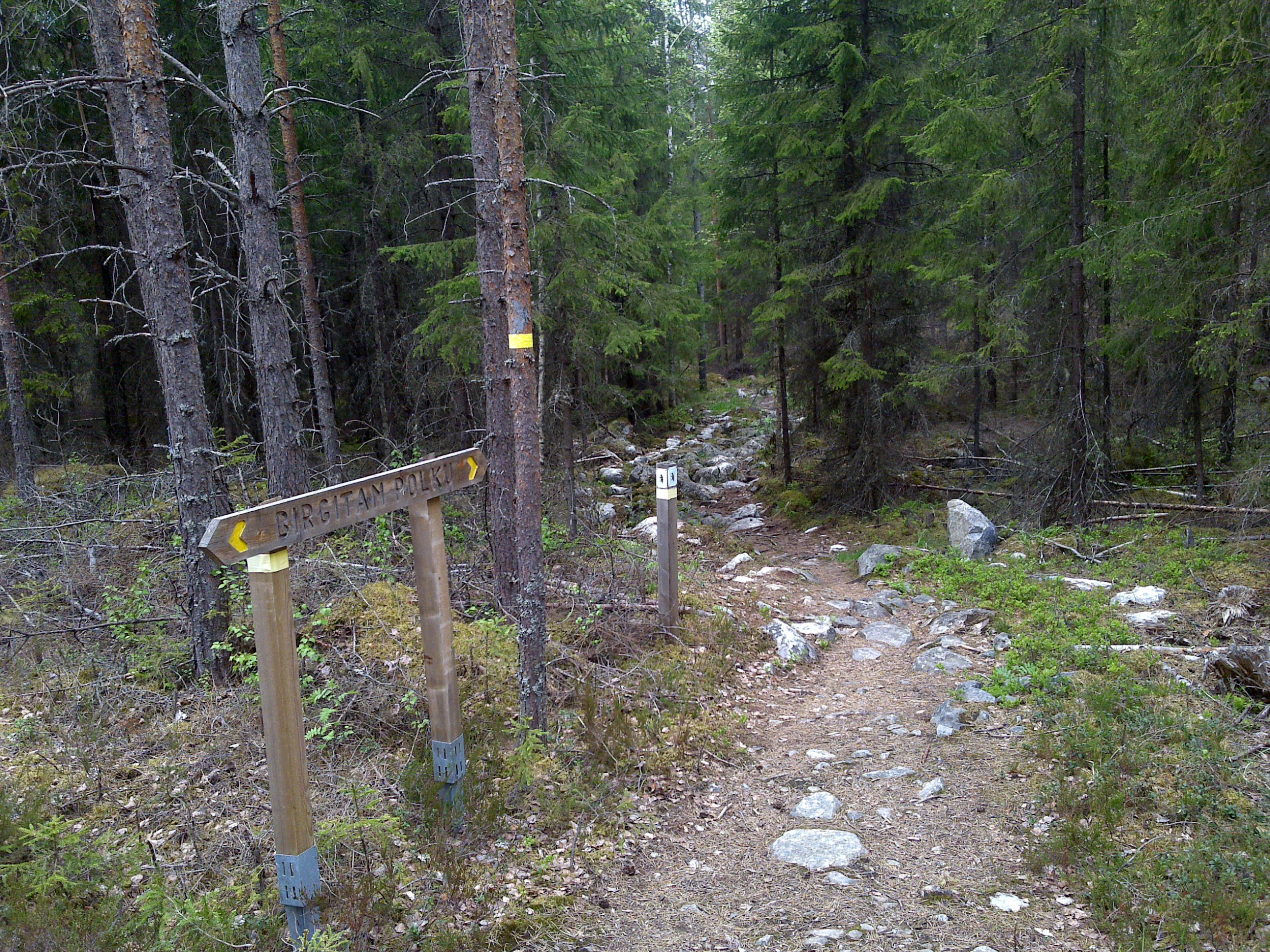
Sentier Birgitan polkku.
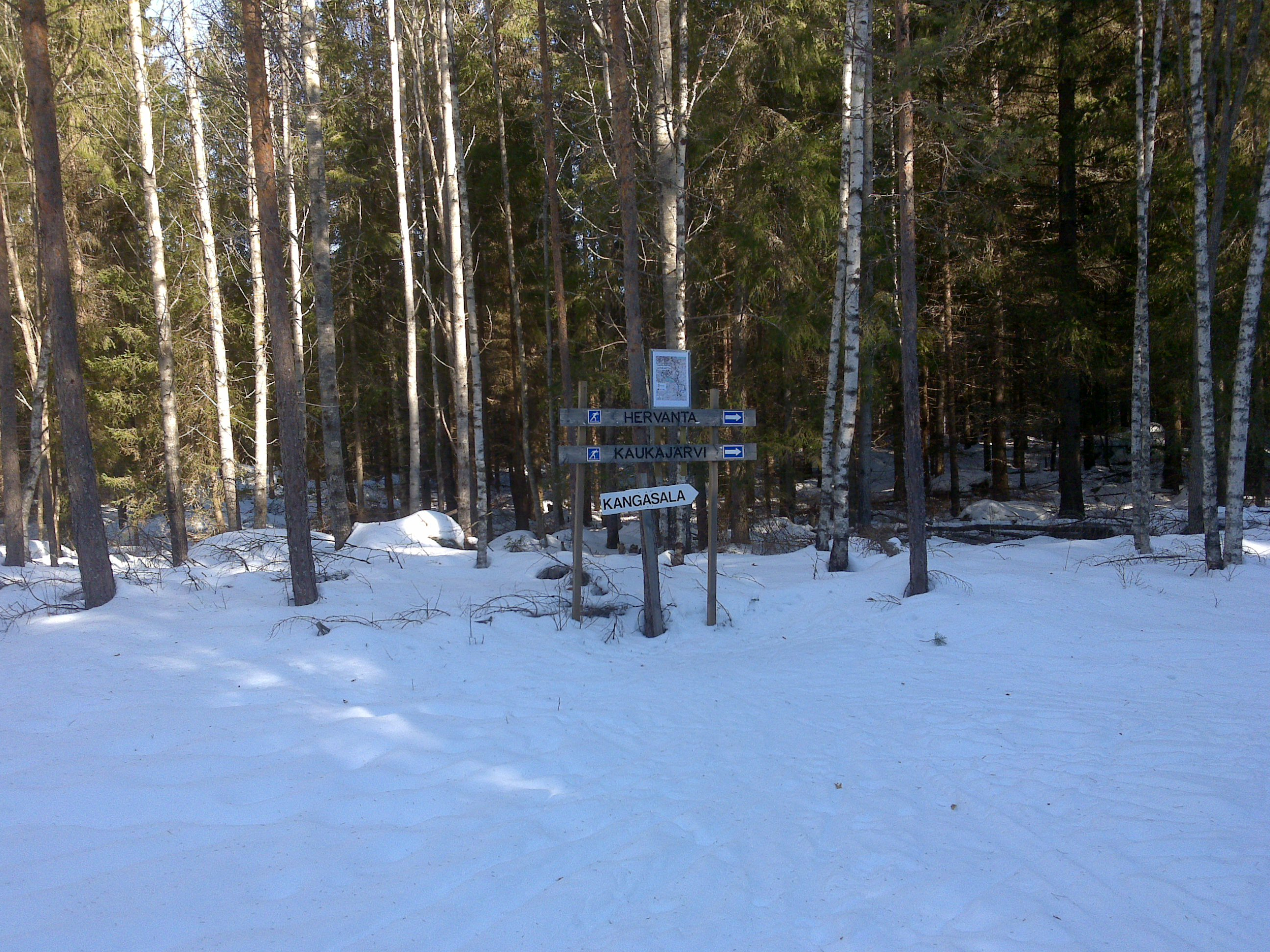
De Taivalpirtti à Kaukajärvi.
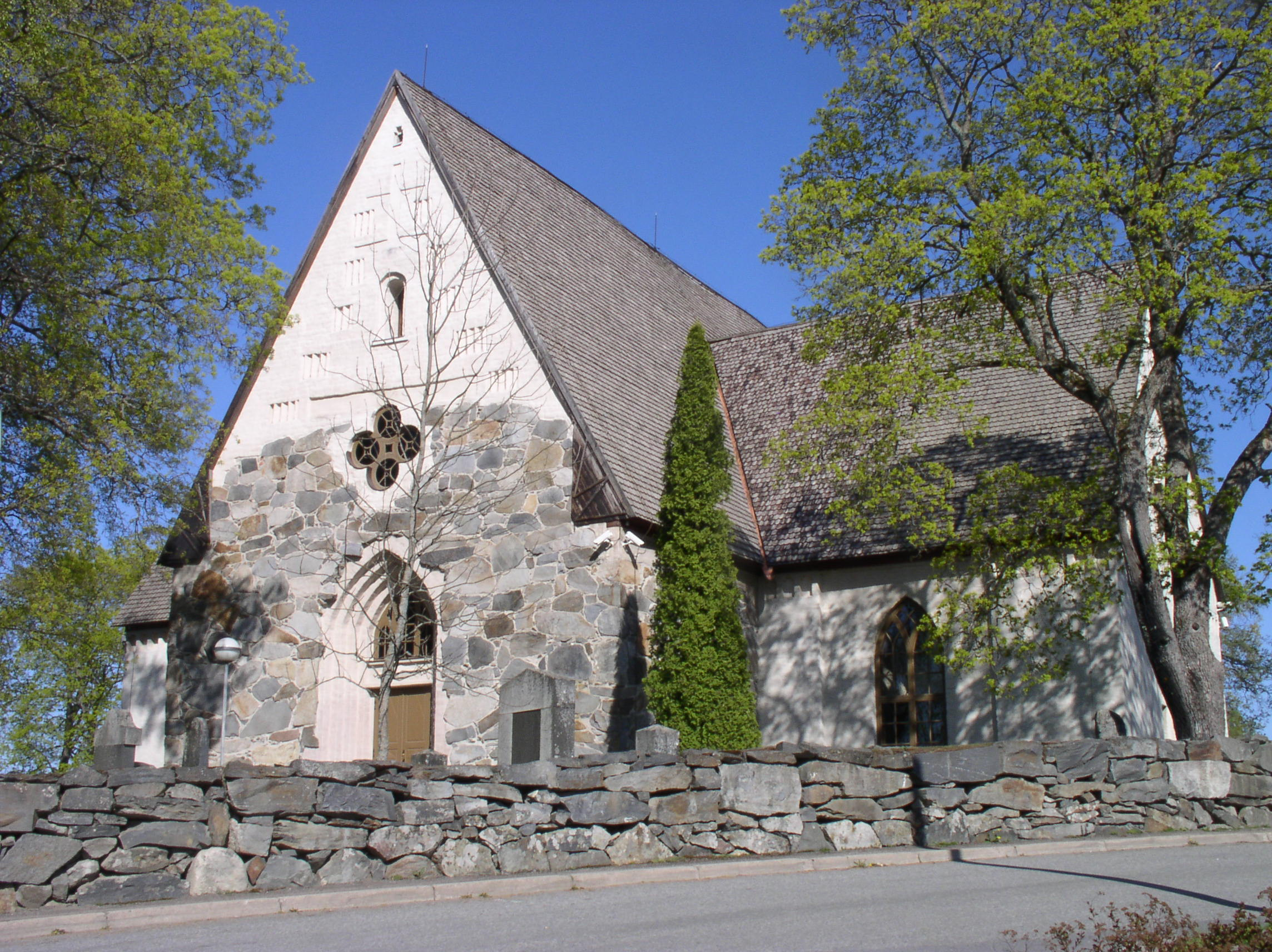
Église de Lempäälä.
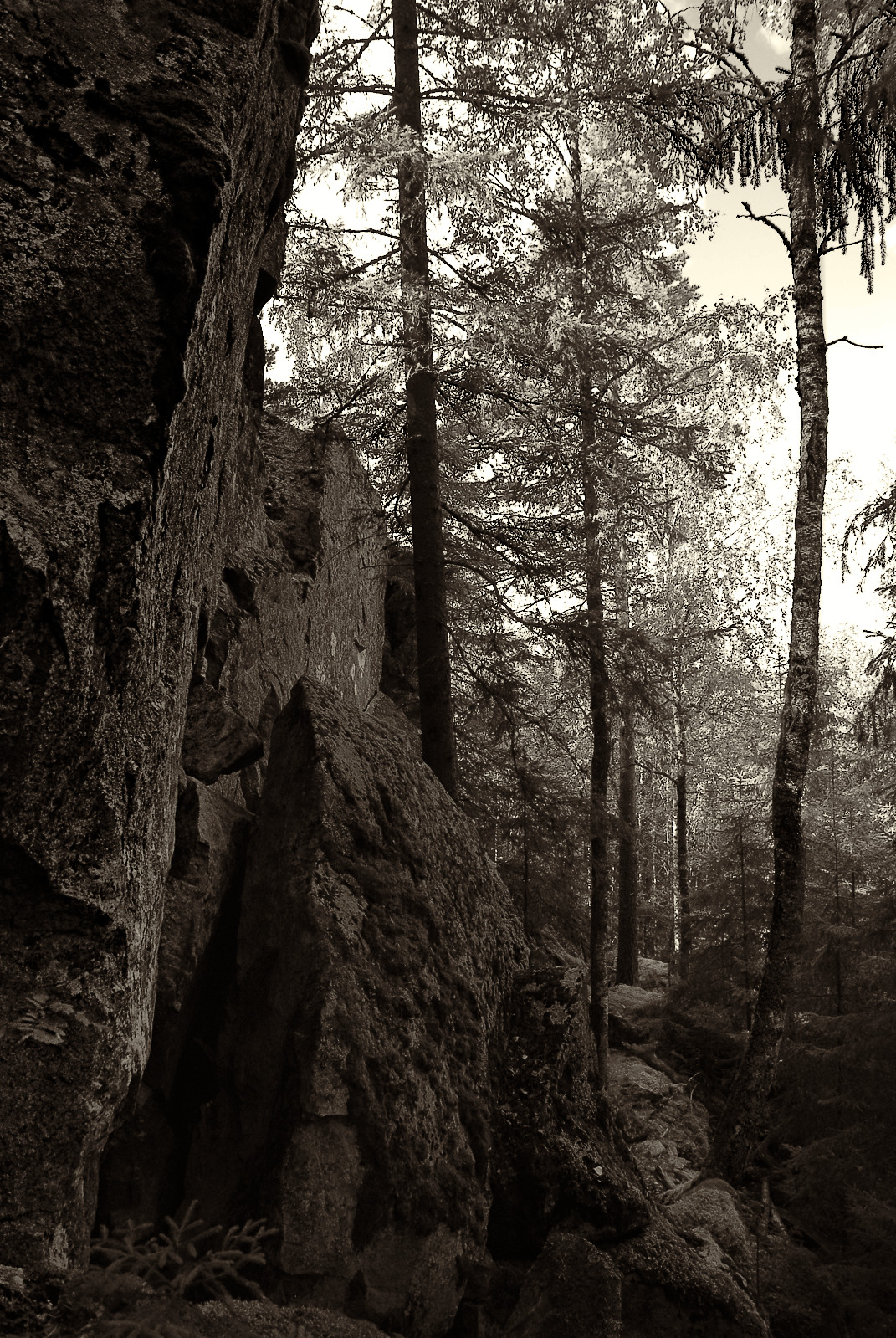
Château du diable.